# 奧扎克阿克里斯 (阿肯色州)
奧扎克阿克里斯（英語：Ozark Acres）是位於美國阿肯色州夏普縣的一個非建制地區。該地的面積和人口皆未知。

## 地理
奧扎克阿克里斯的座標為36°18′26″N 91°23′15″W / 36.30722°N 91.38750°W，而該地的平均海拔高度為米（即英尺）。